# Batalla de Doctor Coss
La Batalla del Doctor Coss fue un enfrentamiento ocurrido en México entre el Cártel del Golfo y el Cártel del Noreste en el municipio de Doctor Coss, Nuevo León. El enfrentamiento fue uno de los más graves en la región, disputadas por ambos carteles debido a su cercanía con municipios fronterizos del vecino estado de Tamaulipas.

## Trasfondo
Luego de la escisión de Los Zetas del Cártel del Golfo (CDG) en 2010, ambas organizaciones comenzaron a pelear por el control del narcotráfico y de los territorios vecinos al golfo de México y la zona fronteriza con los Estados Unidos Desde 2011, el Cartel de Los Zetas estuvo en conflicto con el CDG, continuando aún con la escisión de Cártel del Noreste (CDN)  Desde su creación, la organización luchó contra el Cartel del Golfo y al mismo tiempo con demás facciones rivales de otros cárteles. Doctor Coss es un municipio ubicado a 60 kilómetros del municipio de Miguel Alemán, que junto con otras comunidades vecinas es el campo de batalla entre el Cártel del Noreste y Cártel del Golfo.
Como antecedente de la violencia sufrida en el municipio, fue el asesinato de Francisco Leónides Cruz, secretario de seguridad pública del municipio, el 24 de noviembre del 2020. Los atacantes emboscaron al mando policíaco con fusiles de asalto, disparados desde camionetas con blindaje artesanal. En el ataque murió un oficial tratando de repeler el ataque, y otras más personas sin especificar fueron heridas. El ex secretari, ya había sido blanco de un ataque en mayo del 2020, repeliendo una agresión en la 
En un estudio realizado por el Consejo Ciudadano para la Seguridad Pública y la Justicia Penal detalló que la cercanía con los municipios fronterizos ocasiona el clima de violencia, que según el estudio lo hace el municipio más violento de México con 1,691 por cada 100 mil habitantes (contando con apenas 1,360 habitantes y 23 asesinatos en 2021).

## Enfrentamiento
El 13 de marzo de 2021, el municipio fue testigo de un violento enfrentamiento entre ambos cárteles, en las que se usaron decenas de vehículos artillados y narcotanques. La batalla duro hasta el día siguiente. El Cartel del Golfo prevaleció, destruyendo 6 vehículos blindados y matando a 10 del CDN.